# Ann Patchett
Ann Patchett (Los Angeles, 1963. december 2. vagy 1963. november 2. –) amerikai regényíró. Ugyanebben az évben megkapta a 2002-es PEN/Faulkner-díjat és az Orange Prize for Fiction-díjat Bel Canto című regényéért. További regényei közé tartozik The Patron Saint of Liars (Hazugok védőszentje, 1992), Taft (1994), The Magician's Assistant (A varázsló segédje, 1997), Run (2007), State of Wonder (2011), Commonwealth (2016), The Dutch House (2019) és Tom Lake (2023). A Dutch House a 2020-as szépirodalmi Pulitzer-díj döntőse volt.

## Életrajza
Ann Patchett 1963. december 2-án született a kaliforniai Los Angelesben, Frank Patchett (Los Angeles-i rendőrkapitány, aki letartóztatta Charles Mansont és Sirhan Sirhant) és Jeanne Ray (ápolónő, aki később regényíró lett) gyermekeként. Két lánya közül ő a fiatalabb. Édesanyja és apja elváltak, amikor még fiatal volt. Anyja újra férjhez ment, és amikor Patchett hatéves volt, a család a Tennessee állambeli Nashville-be költözött.
Patchett a St. Bernard Akadémiára, a Tennessee állambeli Nashville-ben található, az Irgalmas nővérek által fenntartott katolikus magániskolába járt. Az érettségi után a Sarah Lawrence College-ba járt.
A főiskola után az Iowai Egyetem Iowa Writers' Workshopjában vett részt, ahol Lucy Grealy memoáríróval és költővel élt együtt. Szobatársi kapcsolatukról és életre szóló barátságukról 2004-ben megjelent Truth & Beauty (Igazság és szépség) című memoárja szól.
A húszas évei elején Patchett férjhez ment; a házasság azonban csak körülbelül egy évig tartott.
A húszas évei végén ösztöndíjat nyert a Massachusetts állambeli Provincetown-i Fine Arts Work Centerbe; itt töltött ideje alatt írta meg első regényét, The Patron Saint of Liars címmel, amely 1992-ben jelent meg.
2010-ben Karen Hayes-szel közösen alapított egy könyvesboltot, a Parnassus Books-t a Tennessee állambeli Nashville-ben, amely 2011 novemberében nyílt meg. 2016-ban a Parnassus Books bővült, és egy könyvmobillal bővítette a nashville-i könyvesbolt hatókörét.
A Tennessee állambeli Nashville-ben él férjével, Karl VanDevenderrel. Patchettnek ez a második házassága.

## Írásai

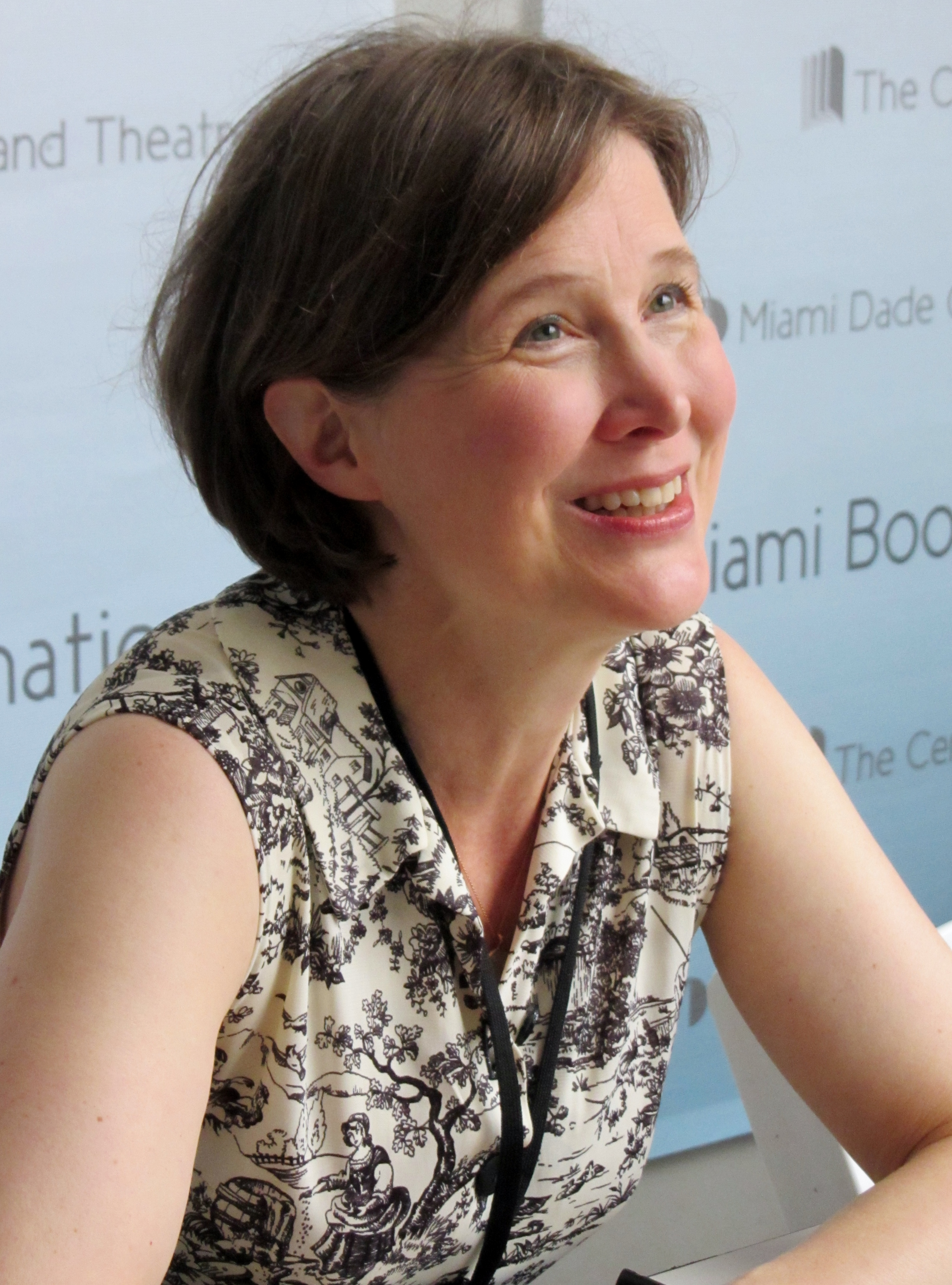
A Miami Nemzetközi Könyvvásáron 2014-ben

Patchett első publikált írása a The Paris Review-ban jelent meg, még azelőtt, hogy elvégezte volna a Sarah Lawrence College-ot.
Kilenc évig a Seventeen magazinnál dolgozott, ahol elsősorban nem fikciós írásokat írt, és a magazin minden öt cikkéből egyet közölt. A magazinnal való kapcsolatának azután vetett véget, hogy vitába keveredett az egyik szerkesztővel, és azt kiáltotta: "Soha többé nem nyitok be a maga ajtaján!".
Patchett számos publikációt írt, többek között a The New Yorker, a The New York Times Magazine, a The Washington Post, az O, The Oprah Magazine, az ELLE, a GQ, a Gourmet és a Vogue számára.
1992-ben Patchett kiadta a The Patron Saint of Liars című művét. A regényből 1998-ban televíziós film készült azonos címmel. Második regénye, a Taft 1994-ben elnyerte a Janet Heidiger Kafka-díjat. Harmadik regénye, a The Magician's Assistant 1997-ben jelent meg. 2001-ben negyedik regénye, a Bel Canto jelentette az áttörést: a National Book Critics Circle Award döntőse lett, és elnyerte a PEN Faulkner-díjat.
Lucy Grealy írónő barátjával való kapcsolatukról egy visszaemlékezést írt Truth & Beauty: A Friendship címmel. Regénye, a Run, 2007 októberében jelent meg. A 2008 áprilisában megjelent What now? egy esszé, amely a 2006-ban az alma materében tartott beszédén alapul.
Patchett a The Best American Short Stories című antológiasorozat 2006-os kötetének szerkesztője. 2011-ben kiadta a State of Wonder című regényt, amely az Amazonas dzsungelében játszódik, és bekerült az Orange-díjra. 2016-ban publikálta Commonwealth című regényét, amely széles körű kritikai elismerést váltott ki. Patchett a könyvet "önéletrajzi első regényének" nevezte, és kifejtette: "Az a csodálatos abban, hogy ezt a könyvet 52 évesen adtam ki, hogy tudom, hogy [már] képes vagyok mély képzeletből dolgozni".
2019-ben kiadta első gyermekkönyvét, a Lambslide-ot és a The Dutch House című regényét, amely a 2020-as szépirodalmi Pulitzer-díj döntőse.
2021 novemberében kiadta a These Precious Days című esszégyűjteményt, amelyet a This Is the Story of a Happy Marriage folytatásaként ír le. A These Precious Days széleskörű elismerést kapott, a Book Marks értékelésgyűjtő ügynöksége 25 értékelés alapján „rave”-nek minősítette. 2023-ban Ann Patchett kiadta a Tom Lake című regényét, amely a The New York Times bestsellerlistáján szerepelt.
Munkáit több mint 30 nyelvre fordították le.

## Díjak és kitüntetések

### Meghatározott művekért
- Nashville Banner Tennessee Writer of the Year Award, 1994.[33]
- Janet Heidinger Kafka Prize (Taft), 1994.[7]
- National Book Critics Circle Award finalist (Bel Canto), 2001.[23]
- PEN/Faulkner Award (Bel Canto), 2002.[4]
- Orange Prize (Bel Canto), 2002.[5][34]
- BookSense Book of the Year (Bel Canto), 2003.[35]
- Wellcome Trust Book Prize shortlist (State of Wonder), 2011.[36]

### Korpuszhoz
- Guggenheim Fellowship, 1995 (mid-career).[37]
- 2012-ben Patchettet a Time 100-as(wd) listán a világ egyik legbefolyásosabb emberének ismerte el a Time magazin.[38]
- Peggy V. Helmerich Distinguished Author Award (body of work), 2014.[39]
- 2014 Kenyon Review Award for Literary Achievement[40]
- American Academy of Arts and Letters, 2017[41]
- Carl Sandburg Literary Award from Chicago Public Library Foundation, 2024[42][43]

## Megjelent munkái

### Regények
- Patchett, Ann. The Patron Saint of Liars. Boston, MA: Houghton Mifflin (1992). ISBN 039561306X. OCLC 24796726
- Patchett, Ann. Taft. Boston, MA: Houghton Mifflin (1994). ISBN 9780395694619 Reprinted in the following year, see  Taft. New York, NY: Random House (1995). ISBN 0804113882
- Patchett, Ann. The Magician's Assistant. New York: Harcourt Brace (1997). ISBN 9780151002634. OCLC 36225079
- Patchett, Ann. Bel Canto. New York: HarperCollins (2001). ISBN 9780060188733. OCLC 45466121
- Patchett, Ann. Run. New York: HarperLuxe (2007). ISBN 9780061363931. OCLC 173640797
- Patchett, Ann. State of Wonder. New York: Harper (2011). ISBN 978-0062049803. OCLC 649701863
- Patchett, Ann. Commonwealth. New York, NY: Harper (2016). ISBN 9780062491794. OCLC 932576291
- Patchett, Ann. The Dutch House. New York, NY: Harper (2019). ISBN 9780062963673
- Patchett, Ann. Tom Lake. New York, NY: Harper (2023). ISBN 9780063327528

### Nonfiction
- Patchett, Ann. Truth & Beauty: A Friendship. New York: Harper Collins (2004). ISBN 0060572140. OCLC 53932670
- Patchett, Ann. What Now?. New York: Harper (2008). ISBN 9780061340659. OCLC 179806486
- Patchett, Ann. The Getaway Car: A Practical Memoir About Writing and Life. Byliner, Incorporated (2011). ISBN 9781614520665[44]
- Patchett, Ann. This is the Story of a Happy Marriage. New York, NY: Harper (2013). ISBN 9780062236678. OCLC 857776359
- Patchett, Ann. These Precious Days: Essays. New York: HarperCollins (2021). ISBN 978-0-06-309278-5

### Magyarul megjelent
- Életszonáta (Bel Canto) – Kelly, Budapest, 2009 · ISBN 9789639943148 · Fordította: Illés Róbert
- Mostoha nyár (Commonwealth) – Kossuth, Budapest, 2017 · ISBN 9789630990660 · Fordította: Dudik Annamária Éva
- Útvesztők (State of Wonder) – Kossuth, Budapest, 2017 · ISBN 9789630988049 · Fordította: Németh Dorottya
- Tom Lake (Tom Lake) – XXI. Század, Budapest, 2024 · ISBN 9789635684854 · Fordította: Csonka Ágnes (Kult könyvek sorozat)

## Egyéb információk
- Honlapja

## Fordítás
- Ez a szócikk részben vagy egészben  az   Ann Patchett című angol Wikipédia-szócikk fordításán alapul.  Az eredeti cikk szerkesztőit annak laptörténete sorolja fel. Ez a jelzés csupán a megfogalmazás eredetét és a szerzői jogokat jelzi, nem szolgál a cikkben szereplő információk forrásmegjelöléseként.